# John Riseley-Prichard
John Riseley-Prichard, né le 17 janvier 1924 à Hereford (Herefordshire) et mort le 8 juillet 1993 en Thaïlande, est un ancien pilote automobile amateur anglais.
Il dispute des courses sur circuit au début des années 1950 et remporte la victoire dans une course de Formule 2 à Davidstow. Remarqué par Rob Walker, il prend le départ, en 1954, du Grand Prix de Grande-Bretagne, comptant pour le championnat du monde, au volant d'une Connaught du Rob Walker Racing Team. 
Hors-championnat du monde, il monte sur le podium lors du Joe Fry Memorial et dispute plusieurs épreuve en Formule Libre. Il arrête sa carrière à la suite de la catastrophe des 24 Heures du Mans 1955, auxquelles il participait sur une Aston Martin partagée avec Tony Brooks ; il lui cède alors tout son matériel de course.
Il devient agent d'assurance pour la Lloyd's of London mais, quelques années plus tard, poursuivi pour pédophilie, il part en Thaïlande pour échapper à la justice ; il y meurt du sida en 1993.

## Résultats en championnat du monde de Formule 1
| Saison | Écurie                 | Châssis     | Moteur                 | Pneus  | GP disputé      | Résultat | Classement |
| ------ | ---------------------- | ----------- | ---------------------- | ------ | --------------- | -------- | ---------- |
| 1954   | Rob Walker Racing Team | Connaught A | Lea Francis 4 en ligne | Dunlop | Grande-Bretagne | Abandon  | n.c.       |

## Résultats aux 24 heures du Mans
| Année | Écurie                | Châssis           | Coéquipiers | Résultat |
| ----- | --------------------- | ----------------- | ----------- | -------- |
| 1955  | Aston Martin Cars Ltd | Aston Martin DB3S | Tony Brooks | Abandon  |